# Phad thai
Phad thai (také psáno pad thai, phad Thai a podobně, thajsky ผัดไทย, výslovnost [pʰàt tʰāj], „thajské smažené“) je thajský nudlový pokrm, v Thajsku běžně prodávaný jako rychlé občerstvení i jako chod v restauracích.
Základem phad thai jsou rýžové nudle smažené technikou stir-fry na pánvi wok s vajíčky, tofu a dalšími přísadami, které se liší v různých variantách pokrmu. Kromě koření se přidává jak zelenina, tak i lehké maso nebo mořské plody.
Recept zřejmě vychází z čínského pokrmu, který do Thajska v dobách Ajutthajského království přinesli obchodníci ze severu a jenž byl poté přizpůsoben tak, aby vyhovoval thajské chuti.

## Historie a kulturní význam
Původ Phad Thai sahá do období vlády premiéra Plaeka Phibunsongkhrama v letech 1938–1944 a 1948–1957. Během druhé světové války, kdy Thajsko čelilo nedostatku rýže kvůli záplavám, vláda propagovala konzumaci rýžových nudlí jako alternativu. V rámci kampaně na podporu národní identity byl Phad Thai prezentován jako národní jídlo, jehož recept byl distribuován restauracím a pouličním prodejcům.

## Složení a příprava
Tradiční Phad Thai se připravuje z rýžových nudlí, které se restují na pánvi wok spolu s vejci, tofu, krevetami nebo kuřecím masem, česnekem, šalotkou a sójovými klíčky. Klíčovou složkou je omáčka, která kombinuje tamarindovou pastu, rybí omáčku a palmový cukr, čímž vytváří charakteristickou sladkokyselou chuť.

## Varianty
Phad Thai existuje v různých variantách podle použitých ingrediencí. Kromě tradičních verzí s krevetami nebo kuřecím masem jsou oblíbené i vegetariánské varianty s tofu. Některé recepty zahrnují také sušené krevety nebo fermentovanou ředkev pro zvýraznění chuti.

## Způsob podávání
Hotový pokrm se obvykle podává posypaný nasekanými arašídy, čerstvými sójovými klíčky a koriandrem, s limetkou na dochucení. Na stole bývají k dispozici další dochucovadla, jako je sušené chilli nebo rybí omáčka, aby si každý mohl upravit chuť podle svých preferencí.